# Arcadia of My Youth
Waga Seishun no Arukadia (яп. わが青春のアルカディア Вага сэйсюн но Арукадиа, «Аркадия моей юности») — полнометражный аниме-фильм режиссёра Томохару Кацуматы, выпущенный студией Toei Animation в 1982 году.

## Сюжет
В начале XX века, после Первой мировой войны, воздухоплаватель капитан Фантом Ф. Харлок приступает к тому, что должно быть огромным опусом его долгой карьеры — пересечению гор Оуэн Стэнли в Новой Гвинее. Его главным препятствием становится призрак ведьмы, который преследует эти горы. В последней отчаянной попытке пересечь горы Харлок выбрасывает всё, кроме топлива на десять минут полёта, чтобы достичь высоты. Он продолжает свою жизнь среди смеха Ведьмы с горы Оуэн Стэнли.
К концу Второй мировой войны Фантом Ф. Харлок II — военный лётчик-истребитель, награждённый Железным крестом и управляющий Messerschmitt Bf.109. Во время крупного поражения его стороны он встречает Тосиро Ояму, японского специалиста по обмену, работающего в Германии. Проект Тосиро — создать новый прицел для использования в истребителях. Самое заветное владение Харлока — это прицел Revi C-12D, который он называет своим «глазом». Оба мужчины считают, что война является расточительной и бессмысленной, и Тосиро особо надеется, что ракеты, разрабатываемые Германией, однажды приведут к позитивному применению, например, к путешествию на Луну. Тосиро хочет, чтобы он смог убежать от войны и, возможно, отправиться в нейтральную Швейцарию, где он мог бы осуществить свою мечту. Харлок предлагает взять его в свой самолёт. Пряча Тосиро в фюзеляже самолёта, Харлок мог бы лететь в Швейцарию, если бы не жестокая воздушная схватка, которая выводит из строя его самолёт, разбивающийся едва ли не на швейцарской границе. Проводя раненого Тосиро через реку к святилищу, Харлок уходит, давая Тосиро свой Revi C-12D, прежде чем вернуться в военную зону, где Харлок ожидает встречи с последствиями своих действий. Хотя судьба Харлока неизвестна, Тосиро клянётся в вечной дружбе между их родами.
Далее события перемещаются в конец XXX века (около 2960-х годов). Офицер Солнечной федерации по имени капитан Харлок вернулся домой на своем боевом крейсере «Death Shadow» и обнаружил, что инопланетяне из Империи Иллумидус завоевали Землю и поработили человечество. Однако оставшиеся люди обвиняют капитана и других воинов, подобных ему, в том, что они не защитили планету, когда её жители в них нуждались. Харлок вместе с токанганами, которые стыдятся своей роли в падении Земли, намеревается оказать сопротивление инопланетянам и принять стратегию борьбы древних мародёров. В ходе борьбы Харлок встречается с бывшим инженером Солнечной Федерации; японский человек, которого он никогда не встречал раньше, но чувствует, что знает. Этот человек, Тосиро Ояма, раскрывает свой секретный проект, мечты всех своих предков, спрятанные в глубокой пещере под штаб-квартирой оккупации, — это космический линкор, который он проектировал и строил. Корабль называется Аркадия, в честь вечной дружбы, созданной между Фантомом Ф. Харлоком и Тосиро Оямой во время одной древней войны.
Харлок также встречает Эмеральдас, старого друга, который немедленно предлагает оказать посильную помощь. Токарганы, после того, как стали свидетелями смерти последней женщины своей расы, приносят себя в жертву ради спасения Аркадии от пламени Огненного Потопа Променада (оно же Оуэн Стэнли в космосе). Возлюбленная Харлока и голос корабля Майя, была убита гуманоидами. После того, как Харлок с честью победил командира  в бою от корабля к кораблю, верховный правитель Земли, Тритер, объявляет преступниками Харлока и Эмеральдас и изгоняет их в космос. С Земли, предпочитая рабству своих новых хозяев тяжёлую, но благородную борьбу за свободу, Харлок, Эмеральдас, Тосиро и их новый пиратский экипаж идеалистов и романтиков, отправляются к новым горизонтам.

## В ролях
- Капитан Харлок / Ф. Харлок Второй: Макио Иноуэ
- Тотиро Ояма: Кэй Томияма
- Эмеральдас: Рэйко Тадзима
- Майа: Рэйко Муто
- Миимэ: Юрико Ямамото
- Зеда: Таро Исида
- Золл: Сюити Икэда
- Муригусон: Такэси Аоно
- Тритер: Хитоси Такаги
- Тори-сан: Хироси Отакэ
- Мира: Хироми Цуру
- Ф. Харлок Первый: Юдзиро Исихара

## Музыка
Открывающая композиция:
1. «Jokyoku ~Yume Yabureru», исполненная Кимори Тосиюки

Закрывающая композиция:
1. «Waga Seishun no Arcadia», исполненный Тэппей Сибуя

Остальные песни: Insert song:
1. «Adagio in G minor — Alegro molto», автор Ремо Джадзотто и Томазо Альбинони
2. «Symphony No. 5 — Trauermarsch», автор Густав Малер
3. «Symphony No. 9», автор Антонин Дворжак
4. «Taiyou wa Shinanai»" (太陽は死なない), исполненная Марией Асахиной

## Продолжение
В том же году вышел аниме-сериал, который является продолжением фильма — Arcadia of My Youth: Endless Orbit SSX.